# Schlacht um Torreón (1913)
1. Phase: Sturz des Díaz-Regimes (1910–1911)

Ciudad Guerrero – Casas Grandes – Agua Prieta I – Ciudad Juárez I – Torreón I – Cuautla I
2. Phase: Präsidentschaft Maderos (1911–1913)

Vázquista-Revolte – Orozco-Revolte – Morelos-Feldzug I – Decena Trágica
3. Phase: Revolte gegen das Regime Huertas und Intervention der USA (1913–1914)

San Andrés – Torreón II – Sinaloa – Ciudad Chihuahua I – Culiacán – Ciudad Juárez II – Tierra Blanca – Ojinaga – Cuautla II – Torreón III – Acaponeta – Tepic – Paredón – San Pedro – Veracruz – Tampico – Zacatecas – Orendaín
4. Phase: Bürgerkrieg zwischen Konventionisten und Konstitutionalisten (1914–1915)

Naco – Ramos Arizpe – Guadalajara – Blanca Flor – Halacho – Matamoros – El Ébano – Celaya – León–Trinidad – Aguascalientes – Agua Prieta II – Hermosillo
5. Phase: Herrschaft Carranzas und erneute Intervention der USA (1916–1920)

Columbus – Morelos-Feldzug II – Mexikanische Expedition – Ciudad Chihuahua II – Ciudad Chihuahua III – Horcasitas – Zapatas Offensive – Torreón IV – Estación Reforma – Rosario – González’ Offensive – Ciudad Juárez III
6. Phase: Wiederherstellung der Zentralgewalt und Herrschaft der Sonorenser (1920–1934)

Baja-California-Feldzug – De-la-Huerta-Revolte – Cristero-Aufstand – Yaqui-Krieg – Gómez–Serrano-Revolte – Escobar-Rebellion
Die Schlacht um Torreón, in Mexiko la toma de Torreón („die Einnahme von Torreón“) genannt, wurde von 29. September bis 1. Oktober 1913 zwischen den Streitkräften des mexikanischen Machthabers Victoriano Huerta (1850–1916) und einer von Pancho Villa (1878–1923) geführten konstitutionalistischen Armee geschlagen. Villa brachte der Sieg in seiner ersten großen Schlacht der Mexikanischen Revolution nicht nur einen gewaltigen Prestigezuwachs, sondern auch eine beachtliche Kriegsbeute in Form von dringend benötigter militärischer Ausrüstung aller Art.

## Ausgangslage
Im Februar 1913 waren der mexikanische Präsident Francisco Madero (1873–1913) und einige seiner engsten Parteigänger durch einen Putsch hoher Offiziere, denen vom US-Botschafter Henry Lane Wilson (1857–1932) versichert worden war, dass sie bei ihrem Vorhaben mit dem Wohlwollen seiner Regierung rechnen könnten, entmachtet und ermordet worden. Aus den daraus resultierenden und als Decena Trágica („die zehn tragischen Tage“) in die mexikanische Geschichte eingegangenen Kämpfen zwischen loyal zur Regierung stehenden und aufständischen Armeefraktionen war Victoriano Huerta, der Oberkommandierende der Armee, als neuer und de facto diktatorisch regierender Machthaber hervorgegangen. Ihm stellte sich schon bald eine politisch sehr heterogen geschichtete Koalition revolutionärer Kräfte entgegen, deren Führung Venustiano Carranza (1859–1920), der Gouverneur von Coahuila, für sich beanspruchte. Er ließ dem Usurpator Huerta das Recht auf die Präsidentschaft aberkennen, rief das Volk zu den Waffen und verstand sich als oberster Heerführer der „konstitutionalistischen“, also der treu zur mexikanischen Verfassung stehenden Streitkräfte.
Nach dem Tod Maderos war auch Pancho Villa Anfang März 1913 aus dem US-Exil nach Mexiko zurückgekehrt und hatte im Norden und Nordwesten Chihuahuas den Kampf gegen die federales, die von Huerta kontrollierten Bundestruppen, aufgenommen. Zunächst war er hier jedoch nur einer von mehreren Revolutionsführern und es deutete nichts darauf hin, dass er von den Anführern der übrigen revolutionären Kontingente, die sich während seiner Abwesenheit im Kampf gegen die Huerta-Truppen konstituiert hatten, schließlich als alleiniger Anführer akzeptiert werden würde. Eine Reihe von militärischen Erfolgen über die federales, gepaart mit „publikumswirksamen“ Akten „sozialer Gerechtigkeit“, beispielsweise in Form von Güterkonfiskationen bei den Großgrundbesitzerfamilien, allen voran denen des in Chihuahua verhassten Terrazas-Creel-Familienclans, ließen seine Popularität in der Bevölkerung stark ansteigen. Da Villa die Besitzungen von US-Bürgern von diesen Maßnahmen bewusst aussparte, sicherte er sich auch die Aufmerksamkeit und das Wohlwollen diverser Repräsentanten der Vereinigten Staaten, die in seinem Fall zunehmende Bereitschaft erkennen ließen, das über die mexikanischen Rebellen verhängte Waffenembargo nicht so strikt zu handhaben wie gewöhnlich.
Im Gegensatz zu Villa gerieten die in den Bundesstaaten Chihuahua und Durango aktiven Führer der anderen revolutionären Kontingente im Laufe des Jahres 1913 zunehmend unter den militärischen Druck der Bundesarmee und ihrer Verbündeten: der von der Terrazas-Familie aufgestellten Kampfverbände und der Orozquistas, wie man die Kämpfer nannte, die Pascual Orozco (1882–1915) kommandierte, ein ehemaliger Madero-Parteigänger, der sich nun mit Huerta arrangiert hatte. Diese Entwicklung führte schließlich dazu, dass sich diese Revolutionsführer einer nach dem anderen mit den von ihnen kommandierten Männern Villa unterstellten. Am 26. September 1913 trafen sie sich mit Villa in der Stadt Jiménez, wo beschlossen wurde, Torreón im Bundesstaat Coahuila zu erobern und Villa mit dem militärischen Oberkommando der zu diesem Zweck vereinigten Rebellenkontingente zu betrauen. Dass die Wahl auf Torreón gefallen war, hatte vor allem zwei Gründe: Erstens war diese Stadt ein bedeutendes wirtschaftliches Zentrum, und zweitens war sie ein wichtiger Bahnknotenpunkt, den alle Nachschubzüge für die in Chihuahua stationierten Bundestruppen passieren mussten.

## Ablauf
Mit den 6.000 bis 8.000 Mann, die ihm nun unterstanden, kommandierte Villa eine der größten Revolutionsarmeen, die bisher aufgestellt worden waren. Dennoch war das Risiko der geplanten militärischen Operation nicht unbeträchtlich. Villa verfügte weder über die Erfahrung, die für das Kommando über eine derartig große Streitmacht nötig gewesen wäre, noch hatte er als Guerillaführer bisher Gelegenheit gehabt, sich in regulärer Kriegsführung zu erproben; auch waren die ihm unterstehenden Kämpfer aus Durango und dem La Laguna („die Lagune“) genannten Becken, in dem das Angriffsziel lag, für ihre Disziplinlosigkeit berüchtigt, was mit einer der Gründe gewesen war, dass bereits im Juli 1913 Venustiano Carranzas Versuch gescheitert war, die Stadt zu erobern. Vor allem aber fehlte es Villa an einer entscheidenden Voraussetzung für die Einnahme einer gut befestigten Stadt wie Torreón: Er verfügte nur über zwei Geschütze und so gut wie keine trainierten Artilleristen, um diese zu bedienen.
General Eutiquio Munguía, der die aus rund 3.000 Mann, darunter 1.000 Milizionäre und Orozquistas, bestehende Garnison von Torreón befehligte, sah den kommenden Ereignissen mit einiger Gelassenheit entgegen. Er verfügte über eine deutlich überlegene Artillerie, die er auf den Anhöhen stationiert hatte, welche die Zugänge zu Torreón beherrschten. Auf diese Weise – so sein Plan – würden die Angreifer bereits während ihrer Annäherung an die Stadt gezielt unter Feuer genommen und ihr Angriff zum Stehen gebracht werden. Ferner hatte er davon Kenntnis, dass eine zweite Armee der federales von Chihuahua aus in Marsch gesetzt worden war, welche die vom vergeblichen Anstürmen bereits geschwächten Angreifer schließlich in die Zange nehmen und vernichten würde. Was Munguía allerdings nicht in sein Kalkül mit einbezogen hatte, war, dass seine Truppe zu einem guten Teil aus zwangsverpflichteten Rekruten aus Mexikos tiefem Süden bestand, die in einem ihnen gänzlich fremden Terrain einem mit dem Gelände gut vertrauten, hoch motivierten und von revolutionärem Elan erfüllten Gegner gegenüberstanden.
Der Angriff der Villistas, wie man die Soldaten Villas nannte, begann am 29. September und richtete sich zuerst gegen die Geschützstellungen auf den Anhöhen um die Stadt. In einer Serie von nächtlichen Angriffen, die eines der Markenzeichen ihrer Kriegsführung werden sollten, eroberten Villas Truppen eine Erhebung nach der anderen und nahmen mit den erbeuteten Geschützen nun die Bundestruppen unter Feuer. Als Villas Vorhut anschließend in die Vorstädte Torreóns vordrang, befahl Munguía törichterweise dem ihm unterstellten General Felipe Alvírez einen Gegenangriff durchzuführen und die Revolutionäre wieder von dort zu vertreiben. Alvírez und seine etwa 500 Mann stießen dort jedoch auf einen ihnen zahlenmäßig weit überlegenen Gegner und wurden nahezu vollständig aufgerieben. Zwar versuchte Munguía die Nachricht von Alvírez’ Vernichtung geheim zu halten, sie drang aber dennoch zu seinen Truppen durch und sorgte für Demoralisierung und Panik. Angesichts der rund um die Uhr andauernden Angriffe der Revolutionäre verlor auch Munguía die Nerven und verließ wie die meisten seiner Soldaten fluchtartig die Stadt. Zuvor hatte er allerdings noch einem anderen der ihm unterstellten Generäle, Luis G. Anaya, die Rückeroberung der Erhebungen, auf denen die Artillerie stationiert gewesen war, befohlen. Anayas Gegenangriff verlief zunächst durchaus erfolgreich, weswegen er Munguía persönlich um Truppenverstärkungen ersuchen wollte. Da der Oberkommandierende mittlerweile spurlos verschwunden war, blieb Anayas Anfangserfolg aber vergeblich. Schließlich scheiterte auch die aus Norden anrückende Streitmacht der Bundestruppen infolge der Unfähigkeit ihres Kommandeurs bei der ersten Kampfberührung mit den Villistas kläglich, womit die Schlacht um Torreón für die federales endgültig verloren war.

## Folgen
Während General Munguía in Mexiko-Stadt seiner militärgerichtlichen Verurteilung wegen Feigheit entgegen sah, befand sich Villa auf dem bisherigen Höhepunkt seiner Popularität. Mit dieser ersten  Eroberung von Torreón war er zu einer nationalen Berühmtheit geworden. Darüber hinaus hatte er mit diesem Sieg auch eindrucksvoll bewiesen, dass er tatsächlich vom Guerillero zum Revolutionsführer geworden war, der sich fortan in offener Feldschlacht mit den Bundestruppen Huertas messen konnte. Mit großer Erleichterung, die später zum Teil in Lob und Bewunderung umschlug, nahmen viele Stadtbewohner, vor allem aber das US-Konsulat, auch die disziplinierte Art und Weise auf, in der Villas Truppen in der Nacht des 1. Oktober 1913 Torreón in Besitz nahmen. Abgesehen von wenigen Ausnahmen kam es zu keinerlei Plünderungen, Ausschreitungen und Übergriffen auf US-Eigentum. Geschont wurden auch die gefangenen Soldaten der Bundesarmee, deren Offiziere und alle in Gefangenschaft geratenen Orozquistas wurden von den Villistas hingegen ausnahmslos exekutiert.
Mindestens genauso wichtig wie sein Prestigezuwachs war die Tatsache, dass Villa in Torreón große Mengen an Kriegsmaterial, das die Bundestruppen bei ihrer überstürzten Flucht zurückgelassen hatten, in die Hände fielen. Die Villistas erbeuteten nicht nur rund 1.000 Gewehre samt einer halben Million Patronen, sondern auch sechs Maschinengewehre und 11 Geschütze sowie 600 Artilleriegranaten. Unter der erbeuteten Artillerie ragte besonders ein großes, auf einem Eisenbahnwaggon montiertes Geschütz hervor, das den Spitznamen El Niño („Das Kind“) erhielt. Ferner fielen ihnen auf dem Bahnhof Torreóns noch Lokomotiven und anderes rollendes Material in die Hände, was ihre Mobilität künftig wesentlich erhöhte. Damit nicht genug, erzwang Villa von den „Plutokraten“ der Stadt durch massive Drohungen ein „Darlehen“ in Höhe von 3 Millionen Pesos, wodurch seine Kriegskasse wieder entsprechend gefüllt wurde. Nach diesem Coup wandte sich Villas Armee wieder nach Norden, um den Kampf gegen die federales fortzuführen, die hier immer noch eine große Anzahl von Truppen in diversen Garnisonen stationiert hatten. In Torreón ließ Villa nur eine kleine Besatzung zurück, die nicht ausreichte, um wenige Monate später die Rückeroberung der Stadt durch die Truppen Huertas zu verhindern.